# Robert McNamara
Robert Strange McNamara (n. 9 iunie 1916, San Francisco, California – d. 6 iulie 2009) a fost un om de afaceri și politician din SUA. În anul 1960 devine primul președinte al corporației americane Ford Motor Company care nu era membru al familiei Ford. El a fost între anii 1961–1968 secretar al Apărării al SUA și președintele Băncii Mondiale între 1968 și 1981.

## Studiu și perioada de la Ford Motor Company
Robert McNamara s-a născut în San Francisco, tatăl lui fiind în conducerea unui supermagazin comercial de încălțăminte. Din motive financiare n-a studiat la Universitatea privată din Stanford ci a studiat economie și filozofie la Universitatea Economică Berkeley. El a fost cooptat în al doilea an de studiu la societatea academică Phi Beta Kappa. După terminarea studiului a început să lucreze la corporația PricewaterhouseCoopers (PwC) și se întoarce în anul 1940 ca docent la Universitatea Harvard unde începe să aibă contact cu „US Army Air Corps” hotărându-se să se înroleze ca militar. El va fi ofițer (statistical control officer)  în comandamentul generalului american Curtis LeMay. În cadrul armatei Robert McNamara va pune la punct o metodă matematică ce servea la reducerea costului și creșterea eficienței cu privire la folosirea  bombelor incendiare în bombardarea orașelor japoneze. După terminarea stagiului militar ajunge în anul 1946 în conducerea corporației  Ford Motor Company, la început ocupându-se cu resortul de control și analiză financiară. Urmează o perioadă de ascensiune a pozițiilor ocupate în conducerea corporației. În anul 1960 devine primul președinte al corporației care nu era membru al familiei Ford.